# Alexei Ciopa
Alexei Ciopa (ur. 27 października 1998 w Kiszyniowie) – mołdawski piłkarz występujący na pozycji środkowego obrońcy w mołdawskim klubie Zimbru Kiszyniów. Młodzieżowy reprezentant Mołdawii.